# Droit colonial allemand

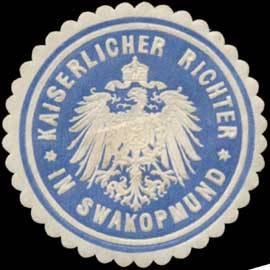
Sceau du juge impérial de Swakopmund.

Le droit colonial allemand est le droit appliqué historiquement dans l'empire colonial allemand. Peu étudié et peu différent des autres ensembles de droit colonial, ce système avait étendu le pouvoir judiciaire allemand sur les nations colonisées. Il s'est accompagné de recherches intensives et promues par les pouvoirs publics, quoique infructeuses, à propos du « droit indigène » qu'il était censé intégrer à l'avenir.

## Historiographie
Ce droit colonial a relativement peu été étudié, ce qui est lié à l'effacement de la mémoire de la colonisation dans la société allemande selon Pascale Cancik.

## Comparaison avec le droit des autres empires
Le droit colonial allemand ressemble beaucoup à celui des autres empires coloniaux dans sa démarche.

## Institutions
Dans chaque colonie, il y avait un ordre judiciaire, sans recours possible à la cour suprême métropolitaine.

## Appréhension des ordres juridiques locaux
Les juristes de l'empire allemand ont cherché à étudier les pratiques juridiques des nations qu'ils colonisaient et les ont caractérisées comme « droit indigène » (en allemand Eingeborenenrecht). Ainsi fut inventée l'anthropologie juridique, notamment à travers l'enquête postale de Albert Hermann Post (de). Le Reichstag a même créé une commission spéciale pour l'étude des ordres juridiques autochtones au sein de l'empire, en promouvant l'envoi de centaines de questionnaires contenant des milliers de questions aux bureaux coloniaux. Les fonctionnaires qui les ont reçu ont souvent été réticents à les remplir et les renvoyer à cause de la quantité énorme de travail que cela demandait. Ces grands travaux n'ont toutefois mené ni à une véritable connaissance des cultures juridiques visées, ni à aucune codification systématique comme était l'objectif: en revanche, ces efforts ethnologiques ont préfiguré le développement de la discipline du droit comparé, ont renforcé les constructions racistes des intellectuels allemands, et ont joué un rôle important dans les discours de la scène politique de la métropole allemande de l'époque.
Selon Jan-Henning Böttger, la recherche sur le droit autochtone en Namibie faisait partie du projet colonisateur allemand, en transformant les idées autochtones en objets d'étude. Il considère que ces travaux ont préparé et légitimé le génocide des Héréros et des Namas.

## Postérité
Encore en 1940, le Reichskolonialgesetz, ou loi coloniale impériale, a été préparé par l'Académie du droit allemand et proposé par l'office colonial de la NSDAP avec l'idée de récupérer les anciennes colonies allemandes,.

### Afrique de l'Est
- (de) Klaus Richter, Deutsches Kolonialrecht in Ostafrika 1885-1891, Peter Lang, 2001 (ISBN 978-3-631-37578-5, lire en ligne)
- (en) Jörg Haustein, « Islam in the German Legal Order: Constitutional Conflicts and “Native Law” », dans Islam in German East Africa, 1885–1918, Springer International Publishing, 2023, 191–230 p. (ISBN 978-3-031-27422-0, DOI 10.1007/978-3-031-27423-7_6, lire en ligne)

### Au Togo
- (de) Rebekka Habermas, « Recht in Atakpame », dans Skandal in Togo: Ein Kapitel deutscher Kolonialherrschaft, FISCHER E-Books, 22 septembre 2016 (ISBN 978-3-10-490217-3, lire en ligne)
- (de) Trutz von Trotha, « Zur Entstehung von Recht. Deutsche Kolonialherrschaft und Recht im "Schutzgebiet Togo", 1884-1914. », Rechtshistorisches Journal, no 07,‎ 1988, p. 317–346 (ISSN 0723-1180, lire en ligne, consulté le 5 avril 2024)
- E. A. B. van Rouveroy van Nieuwaal, « Bases Juridiques Du Droit Coutumier Au Togo Dans L'epoque Coloniale Allemande (1884-1914) », Verfassung und Recht in Übersee / Law and Politics in Africa, Asia and Latin America, vol. 13, no 1,‎ 1980, p. 27–34 (ISSN 0506-7286, lire en ligne, consulté le 5 avril 2024)

### En Nouvelle-Guinée
- (en) Anna Echterhölter, « Shells and Order: Questionnaires on Indigenous Law in German New Guinea », Journal for the History of Knowledge, vol. 1, no 1,‎ 17 décembre 2020 (ISSN 2632-282X, DOI 10.5334/jhk.21, lire en ligne, consulté le 7 avril 2024)